# Indocalamus youxiuensis
Indocalamus youxiuensis är en gräsart som beskrevs av Tong Pei Yi. Indocalamus youxiuensis ingår i släktet Indocalamus och familjen gräs. Inga underarter finns listade i Catalogue of Life.